# Prêmio V. M. Goldschmidt
O Prêmio V. M. Goldschmidt (em inglês:  V. M. Goldschmidt Award) da Geochemical Society é um prêmio via de regra anual em geoquímica e cosmoquímica. É denominado em memória de Victor Moritz Goldschmidt.

## Laureados[1]
- 1972: Paul Werner Gast
- 1973: Robert Minard Garrels
- 1974: Hans Eduard Suess
- 1975: Harold Clayton Urey
- 1976: Hans P. Eugster
- 1977: Samuel Epstein
- 1978: Gerald Joseph Wasserburg
- 1979: Harmon Craig
- 1980: Clair Cameron Patterson
- 1981: Robert N. Clayton
- 1982: Konrad Bates Krauskopf
- 1983: Samuel S. Goldich
- 1984: Alfred Nier
- 1985: James B. Thompson Jr.
- 1986: Claude Allègre
- 1987: Wallace Smith Broecker
- 1988: Harold C. Helgeson
- 1989: Karl Karekin Turekian
- 1990: Edward Anders
- 1991: Alfred Ringwood
- 1992: Stanley Robert Hart
- 1993: S. Ross Taylor
- 1994: Heinrich Dieter Holland
- 1995: Robert A. Berner
- 1996: Albrecht W. Hofmann
- 1997: Devandra Lal
- 1998: Werner Stumm
- 1999: James L. Bischoff
- 2000: Geoffrey Eglinton
- 2001: Ikuo Kushiro
- 2002: John M. Hayes
- 2003: Bernard J. Wood
- 2004: James R. O’Neil
- 2005: E. Bruce Watson
- 2006: Susan Solomon
- 2007: Guenter Lugmair
- 2008: Francis Albarède
- 2009: Mark Thiemens
- 2010: Minoru Ozima
- 2011: Frank Millero
- 2012: Edward Stolper
- 2013: Henry Elderfield
- 2014: Timothy Grove
- 2015: Miriam Kastner
- 2016: Alexandra Navrotsky[2]